# Apnée statique

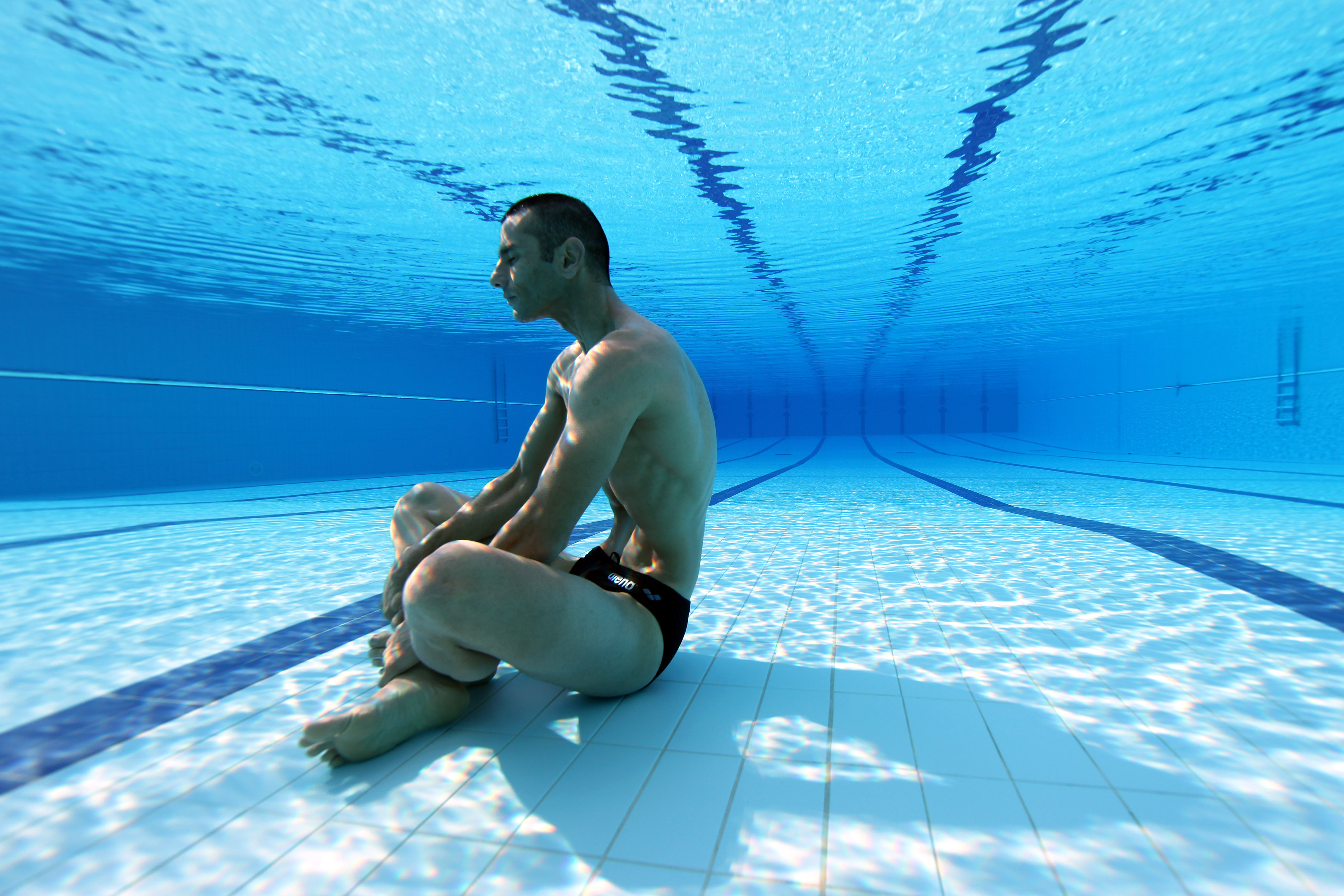
Stéphane Mifsud, détenteur de l'actuel record du monde d'apnée statique homologué par l'AIDA avec 11 minutes et 35 secondes.

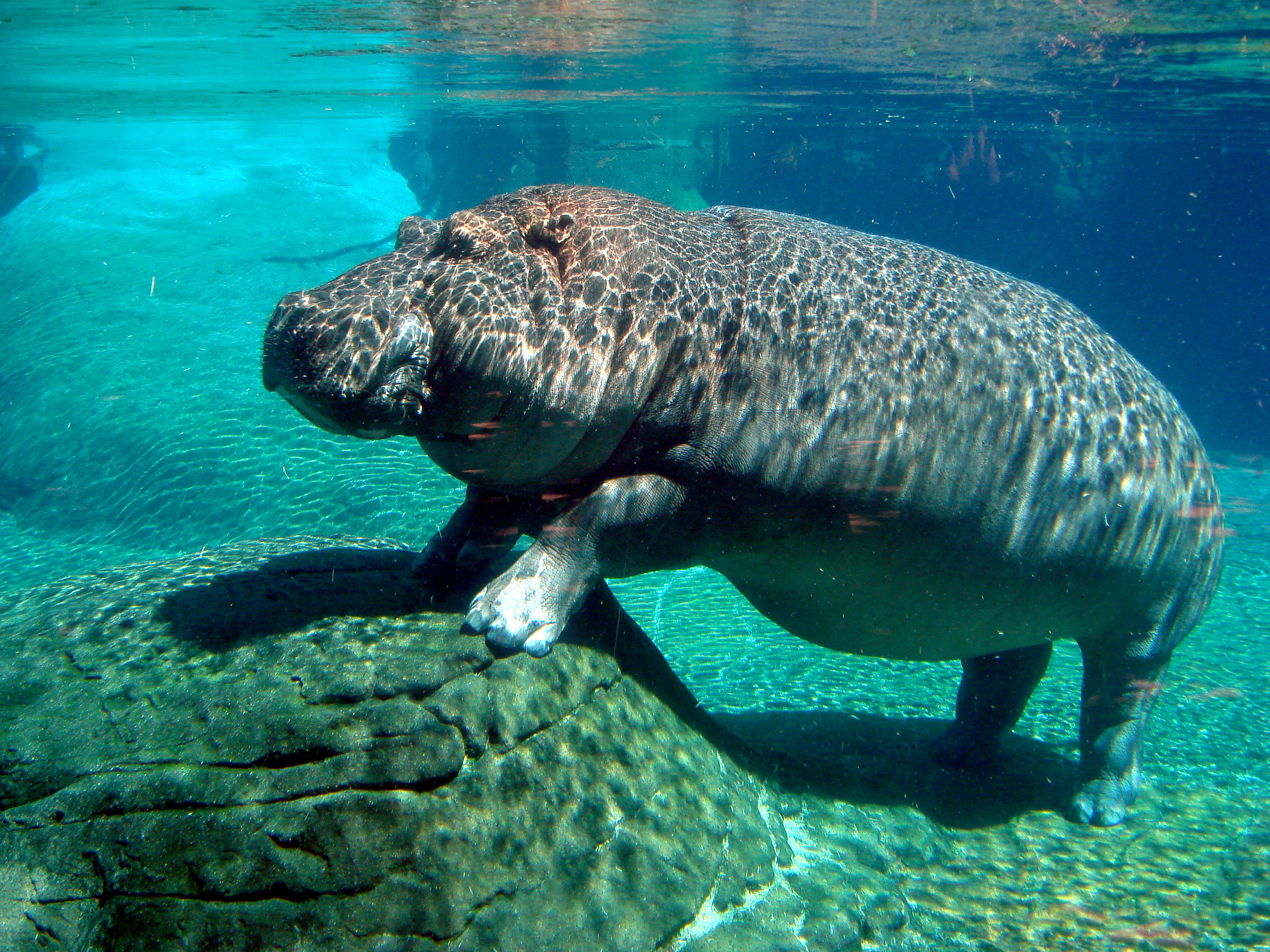
Hippopotame en apnée statique. Les réflexes d'apnée et d'immersion sont partagés par l'ensemble des mammifères.

Pour les articles homonymes, voir STA.
L'apnée statique désigne le fait de rester immobile sous l'eau en interrompant sa ventilation pulmonaire. Elle peut être pratiquée par plusieurs espèces animales, et notamment par les mammifères. L'homme l'utilise pour la chasse sous-marine (technique de l'agachon), la relaxation, le loisir, la photographie sous-marine ou la compétition. L'apnée statique (ou STA, pour l'anglais static apnea) est en effet également une discipline de l'apnée sportive consistant à retenir sa respiration le plus longtemps sous l'eau. Elle est le plus souvent pratiquée en surface, en position allongée, sur le ventre immobile, à la surface et tête dans l'eau. Cette discipline permet de travailler sur ses sensations, son relâchement musculaire, sa concentration et son mental. Elle sert également à l'appréhension des sensations provoquées par l'hypercapnie et à renforcer la tolérance à l'hypoxie des débutants des autres disciplines de la plongée en apnée. Contrairement à l'apnée en poids constant où à l'apnée dynamique, elle ne nécessite aucun effort musculaire. 
Hors encadrement spécifique, elle est généralement interdite dans les piscines publiques en raison de la difficulté de surveillance d'une personne immobile sous l'eau. Il s'agit en effet, avec l'apnée no limit, d'une des deux disciplines qui représentent l'essentiel des accidents et des décès en apnée sportive. Comme pour les autres disciplines de l'apnée, il est conseillé de ne pas pratiquer l'apnée statique seul.

## Records
Parmi le peuple Bajau, certaines personnes peuvent retenir leur souffle sous l'eau près de 13 minutes, mais l'AIDA n'a pas homologué ces records.

### Record féminin
| Durée      | Apnéiste              | Nationalité | Date             | Homologation                 |
| ---------- | --------------------- | ----------- | ---------------- | ---------------------------- |
| 9 min 02 s | Natalia Molchanova    | Russie      | 29 juin 2013     | homologué AIDA               |
| 8 min 23 s | Natalia Molchanova    | Russie      | 21 août 2009     | homologué AIDA               |
| 8 min 00 s | Natalia Molchanova    | Russie      | 6 juillet 2007   | homologué AIDA               |
| 7 min 30 s | Natalia Molchanova    | Russie      | 22 avril 2006    |                              |
| 7 min 16 s | Natalia Molchanova    | Russie      | 27 août 2005     | homologué AIDA               |
| 6 min 31 s | Lotta Ericson         | Suède       | 14 juin 2004     |                              |
| 6 min 31 s | Mylène Hengen         | Belgique    | 23 juin 2022     | 28th AIDA World Championship |
| 6 min 21 s | Annabel Edwards       | États-Unis  | 13 novembre 2003 |                              |
| 6 min 16 s | Mandy-Rae Cruickshank | Canada      | 23 mai 2002      |                              |
| 6 min 02 s | Karoline Meyer        | Brésil      | 27 juillet 1999  |                              |
| 5 min 49 s | Karoline Meyer        | Brésil      | 18 juin 1999     |                              |
| 5 min 23 s | Corinne Delomenede    | France      | 12 mai 1999      |                              |
| 5 min 16 s | Cathie Mongès         | France      | 8 janvier 1998   | homologué AIDA               |

### Record masculin
| Durée       | Apnéiste               | Nationalité        | Date             | Homologation                                                                                    |
| ----------- | ---------------------- | ------------------ | ---------------- | ----------------------------------------------------------------------------------------------- |
| 11 min 54 s | Branko Petrović        | Serbie             | 7 octobre 2014   | non reconnu par l'AIDA                                                                          |
| 11 min 35 s | Stéphane Mifsud        | France             | 8 juin 2009      | homologué AIDA                                                                                  |
| 10 min 12 s | Tom Sietas             | Allemagne          | 7 juin 2008      | homologué AIDA                                                                                  |
| 10 min 04 s | Stéphane Mifsud        | France             | 12 juillet 2007  | non reconnu par l'AIDA                                                                          |
| 9 min 28 s  | Marchal Eric           | France             | 25 juin 2021     | homologué FFESSM (record de France FFESSM)                                                      |
| 9 min 08 s  | Tom Sietas             | Allemagne          | 1er mai 2007     |                                                                                                 |
| 9 min 04 s  | Herbert Nitsch         | Autriche           | 13 décembre 2006 |                                                                                                 |
| 9 min 00 s  | Tom Sietas             | Allemagne          | 30 août 2006     |                                                                                                 |
| 8 min 58 s  | Tom Sietas             | Allemagne          | 12 décembre 2004 |                                                                                                 |
| 8 min 47 s  | Tom Sietas             | Allemagne          | 11 juin 2004     |                                                                                                 |
| 8 min 40 s  | Vincent Mathieu        | France             | 10 juin 2016     |                                                                                                 |
| 8 min 21 s  | Jean-Pol François      | Belgique           | 10 juillet 2020  | Homologué durant le Moalboal Mini Static AIDA Competition                                       |
| 8 min 16 s  | Laurent De Beaucaron   | France             | 28 janvier 2018  | homologué FFESSM (coupe de France d'apnée Angers)                                               |
| 8 min 15 s  | Jean-Baptiste Savornin | France             | 15 mai 2016      | homologué FFESSM (record de France FFESSM)                                                      |
| 8 min 12 s  | Jean-Baptiste Savornin | France             | 6 février 2016   | homologué FFESSM (record de France FFESSM)                                                      |
| 8 min 06 s  | Martin Štěpánek        | République tchèque | 3 juillet 2001   |                                                                                                 |
| 8 min 01 s  | Jean-Baptiste Savornin | France             | 31 janvier 2016  | homologué FFESSM,                                                                               |
| 7 min 35 s  | Andy Le Sauce          | France             | 4 avril 1996     |                                                                                                 |
| 7 min 25 s  | Julien Piveteau        | France             | 11 mars 2018     | homologué FFESSM (coupe de France d'apnée Angoulême)                                            |
| 7 min 09 s  | Olivier Azzopardi      | France             | 9 juin 2014      | homologué FFESSM                                                                                |
| 7 min 06 s  | Nicolas Doré           | France             | 28 janvier 2018  | homologué FFESSM (coupe de France d'apnée Angers)                                               |
| 6 min 59 s  | Marc Frognet           | Belgique           |                  | Homologué CMAS & LIFRAS                                                                         |
| 6 min 40 s  | Michel Bader           | France             | 26 janvier 1991  | Homologué dans 4 livres Guinness des records, entre 1992 et 1995 Article dans le magazine Apnéa |

### Record masculin avec inhalation d’oxygène pur
| Durée       | Apnéiste              | Nationalité | Date              | Homologation  |
| ----------- | --------------------- | ----------- | ----------------- | ------------- |
| 24 min 37 s | Budimir Šobat         | Croatie     | 27 mars 2021      | Guinness Book |
| 24 min 11 s | Budimir Šobat         | Croatie     | 24 février 2018   | Guinness Book |
| 24 min 03 s | Aleix Segura Vendrell | Espagne     | 28 février 2016   | Guinness Book |
| 23 min 01 s | Goran Čolak           | Croatie     | 20 juin 2014      |               |
| 22 min 32 s | Goran Čolak           | Croatie     | 20 février 2014   | Guinness Book |
| 22 min 22 s | Tom Sietas            | Allemagne   | 30 mai 2012       | Guinness Book |
| 22 min 00 s | Stig Severinsen       | Danemark    | 3 mai 2012        | ?             |
| 21 min 33 s | Peter Colat           | Suisse      | 17 septembre 2011 | ?             |
| 20 min 21 s | Ricardo Bahia         | Brésil      | 16 septembre 2010 | Guinness Book |
| 20 min 10 s | Stig Severinsen       | Danemark    | 1er avril 2010    | Guinness Book |
| 19 min 21 s | Peter Colat           | Suisse      | 15 février 2010   | Guinness Book |